# Кольчатощупиковые
Кольчатощупиковые (лат. Annulipalpia) — подотряд ручейников. Научное название подотряда описывает гибкость последнего сегмента максиллаярных щупиков у взрослых особей, которые часто имеют тонкие кольца. Большинство семейств уникальны в способности сооружения шёлковых сетей для фильтрования в воде еды.